# Ksar Akil

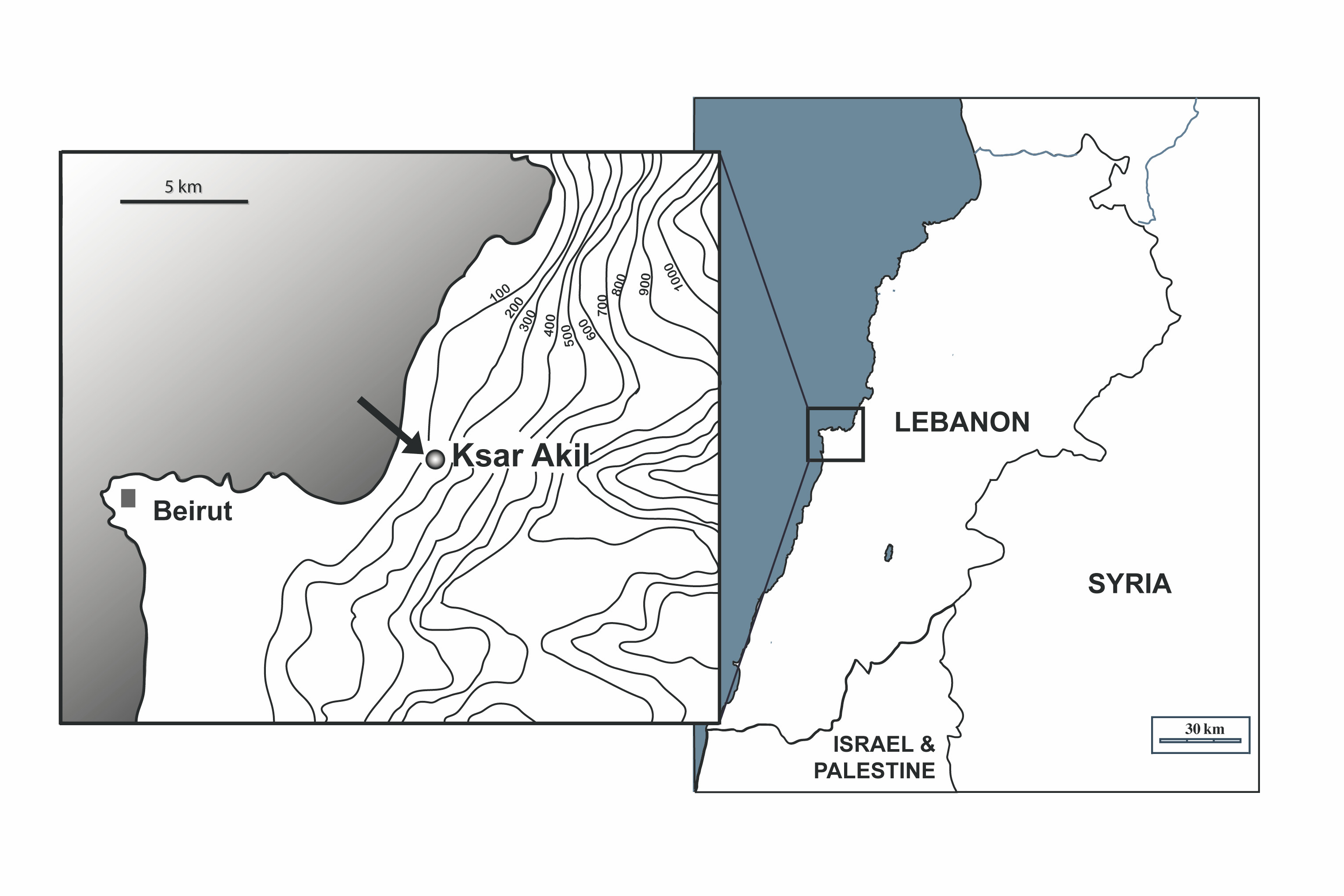
Lage von Ksar Akil im Libanon

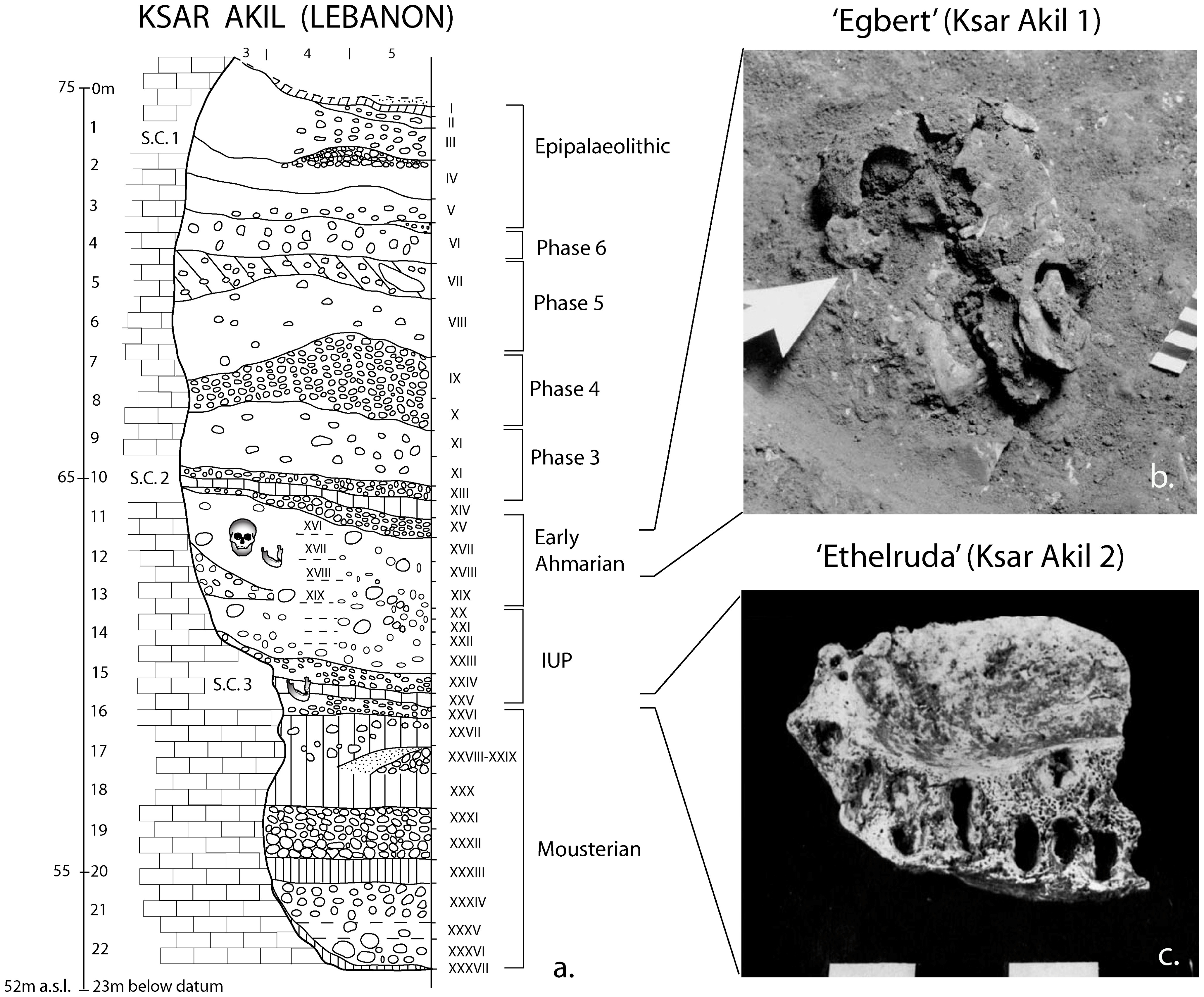
Abfolge der Fundschichten und Abbildungen der beiden homininen Fossilien

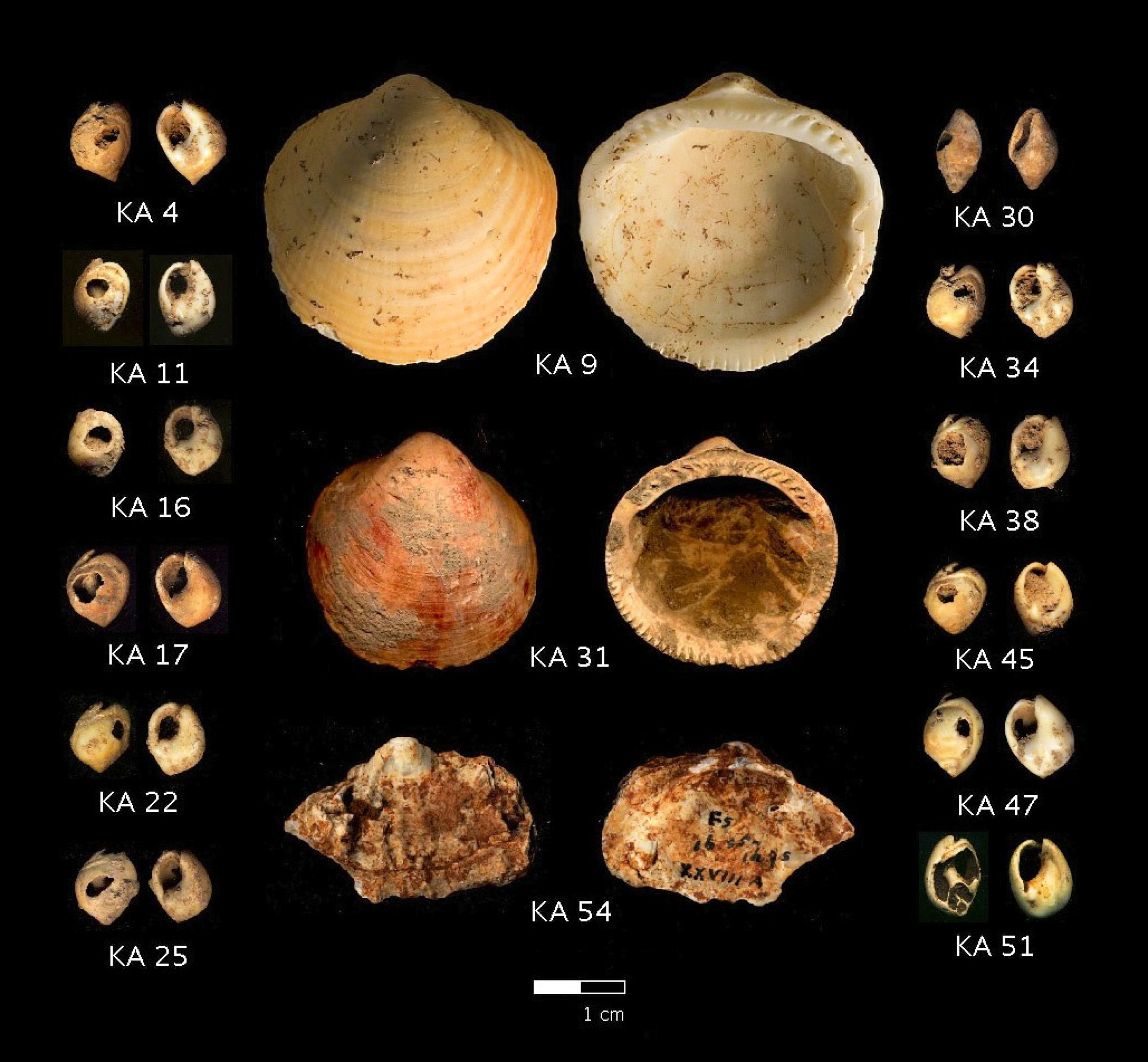
Schneckengehäuse und Muschelschalen aus Ksar Akil

Ksar Akil (arab. Umschrift Ksâr ’Akil) ist ein archäologischer Fundplatz im Libanon, rund zehn Kilometer nordöstlich des Zentrums von Beirut im Wadi Antelias. In dem Abri mit überwiegend altsteinzeitlichen Besiedlungsschichten werden seit den 1920er-Jahren systematische archäologische Ausgrabungen durchgeführt.
Nach der Entdeckung durch Gottfried Zumoffen im Jahre 1900 und einer Beschreibung durch A. E. Day im Jahre 1926 fanden erste systematische Ausgrabungen in den Jahren 1937–1938 und 1947–1948 statt. Von 1969 bis 1975 führte der Franzose Jacques Tixier die Grabungen fort, bis sie durch den Libanesischen Bürgerkrieg beendet wurden. Die Fundschichten in der Höhle haben eine Mächtigkeit von rund 20 Metern und sind reich an Fossilien und Artefakten; die am tiefsten liegenden Fundschichten sind älter als 40.000 Jahre vor heute (cal BP).

## Funde
In der Höhle wurden zahlreiche Steinwerkzeuge entdeckt, ferner durchbohrte Gehäuse von Meeresschnecken, die als Überreste von Körperschmuck („Perlenketten“) gedeutet werden. Aufgrund der umfangreichen Schichtenfolge und der in den Schichten lokalisierten Funde gilt die Höhle als wichtigster Bezugspunkt für alle jungpaläolithischen Grabungsstellen in der Levante.
Anders als vergleichbare Funde aus der rund 250 Kilometer entfernten Üçağızlı-Höhle konnten die Ksar-Akil-Artefakte aufgrund eines homininen Fossils „zweifelsfrei“ dem anatomisch modernen Menschen (Homo sapiens) zugeordnet werden. Dieses Fossil – das Skelett eines sieben- bis neunjährigen Kindes, genannt „Egbert“ – war bereits 1938 geborgen worden, sein Alter wurde im Jahr 2013 auf 40.850 bis 39.200 Jahre vor heute (cal BP) bestimmt. Von diesem Fund (Archivnummer Ksar Akil 1) sind heute allerdings nur noch Zeichnungen, Abbildungen und Abgüsse bekannt, da das Originalmaterial infolge von Kriegsereignissen im Libanon nicht mehr auffindbar ist. Ein aus etwas tiefer liegenden Schichten geborgenes Oberkiefer-Fragment (Archivnummer Ksar Akil 2) wurde „Ethelruda“ benannt; es galt ebenfalls jahrelang als verschollen, wurde aber während einer Inventur im Depot des Libanesischen Nationalmuseums wiederentdeckt. Es wurde in die Zeit vor 42.400 bis 41.700 Jahren vor heute (cal BP) datiert.
Im Jahr 2015 wurde dann eine neue Datierung für beide Fossilien publiziert. Ihr zufolge beträgt das Alter von „Egbert“ 43.200 bis 42.900 Jahre (cal BP) und das Alter von „Ethelruda“ annähernd 45.900 Jahre (cal BP). Diese Datierung der Funde wurde als Beleg dafür interpretiert, dass die Besiedelung Eurasiens durch Homo sapiens über die Levante erfolgte.

## Belege
1. 1 2  Chris Stringer: The Origin of Our Species. Penguin / Allen Lane, 2011, S. 94–98, ISBN 978-1846141409.
2. 1 2 3  Katerina Douka et al.: Chronology of Ksar Akil (Lebanon) and Implications for the Colonization of Europe by Anatomically Modern Humans. In: PLOS ONE. Band 8, Nr. 9, 2013: e72931, doi:10.1371/journal.pone.0072931.
3. ↑  Marjolein D. Boscha et al.: Levantine route of modern human dispersal into Europe. In: PNAS. Band 112, Nr. 25, 2015, S. 7683–7688, doi:10.1073/pnas.1501529112, Volltext (PDF).
4. ↑  Der moderne Mensch wanderte über den Nahen Osten nach Europa ein. Pressemitteilung der Max-Planck-Gesellschaft vom 1. Juni 2015.

Koordinaten: 33° 55′ 0″ N, 35° 36′ 0″ O